# عبد الله بن عبد المحسن التركي
عبد الله بن عبد المحسن التركي (ولد 1359 هـ / 1940 م) عالم سعودي ووزير الشؤون الإسلامية، وعضو هيئة كبار العلماء في السعودية. والأمين العام السابق لرابطة العالم الإسلامي، ومستشار في الديوان الملكي السعودي برتبة وزير.

## ولادته وتحصيله
ولد عبد الله بن عبد المحسن التركي في بلدة حرمة بمحافظة المجمعة، يوم الأحد أول رجب 1359هـ الموافق 4 أغسطس (آب) 1940م. وتلقى بها تعليمه الأوَّلي، ثم درس المراحل النظامية الابتدائية والمتوسطة والثانوية بالمعهد العلمي في المجمعة، وتَلْمَذَ على عدد من كبار العلماء في زمن تعليمه، وحصل على إجازات علمية في علوم الشريعة واللغة العربية.
ثم انتقل إلى الرياض لإكمال دراسته، فتخرَّج في كلية الشريعة بالرياض، ثم حصل على شهادة (ماجستير) من المعهد العالي للقضاء بالرياض بتقدير ممتاز، في موضوع «أسباب اختلاف الفقهاء» وهو موضوع يتناول قضية كبرى في حياة المسلمين، وهي قضية تنوُّع الرؤى واختلاف وجهات النظر في فهم النصِّ وتقدير المصلحة في إطار الاتفاق على شروط الاجتهاد المعتبَرة. ثم على شهادة (دكتوراه) من كلية الشريعة والقانون من جامعة الأزهر بمرتبة الشرف الأولى عام 1392هـ، في موضوع «أصول مذهب الإمام أحمد» مع التوصية بطباعة الرسالة وتبادلها بين الجامعات.
ومُنِحَ أيضًا دكتوراه فخرية من جامعة الزقازيق عام 1408هـ، ودكتوراه فخرية من جامعة أباي الحكومية في مدينة المآتا بقازاقستان عام 1424هـ تقديرًا لجهوده البارزة في تحقيق التعاون بين الجامعة ورابطة العالم الإسلامي والجامعات الإسلامية.

## مناصبه
- مدير جامعة الإمام محمد بن سعود الإسلامية (من عام 1396 حتى 1414هـ).
- عضو هيئة كبار العلماء بالمملكة العربية السعودية
- وزير الشؤون الإسلامية والأوقاف والدعوة والإرشاد (من 20 المحرَّم 1414 إلى 2 ربيع الأول 1420هـ.
- مستشار بالديوان الملكي السعودي (في 3 صفر 1420هـ).
- الأمين العام لرابطة العالم الإسلامي (من عام 1421 إلى 5 ذي القعدة 1437هـ)
- رئيس رابطة الجامعات الإسلامية.

## أعماله ووظائفه
- عضو هيئة التدريس بالمعاهد العلمية في المرحلتين المتوسطة والثانوية.
- مدير المعهد العلمي.
- موجهاً في المعاهد العلمية.
- عضوا في هيئة التدريس بكلية الشريعة بالرياض
- عميد كلية اللغة العربية بالرياض لمدة ست سنوات (من 21/7/1388 حتى 22/12/1394 هـ هجرية) حرص خلالها على خدمة اللغة العربية، اقتناعاً بأن النهضة الفقهية والفكرية والعلمية المرتقبة في العالم الإسلامي لن تتحقق ـ بمعناها الاصيل وفي اطارها الحضاري المتميز ـ إلا ان عن طريق النهوض الجدي والشامل باللغة العربية اداة لفهم الكتاب والسنة والتراث، ووسيلة للتفاهم الخاص والعام ومرآة للأفكار والآراء ولساناً للآداب والعلوم.
- وكيل جامعة الإمام محمد بن سعود الإسلامية (من 22/12/1394 للهجرة) لمدة عامين.
- مدير جامعة الإمام محمد بن سعود الإسلامية (من 7/2/1396 إلى 20/1/1414 من الهجرة) وحرص خلال هذه الفترة على ان تنهض جامعة الإمام بواجبها خاصة في مجال العلوم الشرعية والعربية وان تسهم في تقدم العلوم الإسلامية.
- وزير الشؤون الإسلامية والأوقاف والدعوة والإرشاد (من 20/1/1414 من إلى 2/3/1420 من الهجرة) وتولى الاشراف على مجمع الملك فهد لطباعة المصحف الشريف.
- مستشار بالديوان الملكي (في 2/3/ 1420 هـ).
- أمين رابطة العالم الإسلامي (من 8/8/1421 من الهجرة إلى 5/11/1437 من الهجرة).
- الآن هو مستشاراً ملكياً برتبة وزير (من 6/11/1437 من الهجرة حتى الآن).

## جوائزه وتكريمه
- جائزة دبي الدولية للقرآن الكريم عام 2002: تم اختيار معاليه الشخصية الإسلامية لشخصية العام الإسلامية للدورة السادسة لعام 1423 هـ لجهودة في خدمة الإسلام وخاصة في تأسيس الجامعات الإسلامية ووضع مناهجها.
- جائزة الملك عبد الله الثاني للعلماء والدعاة عام 2003: سلم جلالة الملك عبد الله الثاني الجائزة لمعاليه لجهوده الجليلة في خدمة الإسلام والمسلمين.
- وسام فارس للاستحقاق الوطني عام 2009م: أعلى وسام في جمهورية بنين تقدير من فخامة رئيس الجمهورية لجهوده معاليه الكبيرة في رابطة العالم الإسلامي.
- وسام السابع والعشرين من يونيو بدرجة قائد عام 2009: أعلى وسام في جمهورية جيبوتي تقديرا وعرفانا من فخامة رئيس الجمهورية للجهود التي بذلها ويبذلها معاليه في خدمة الإسلام والمسلمين في كل مكان من خلال رابطة العالم الإسلامي.

كما حصل على عدد كبير من الجوائز والأوسمة الأخرى.

## نشاطاته

### عضوياته المحلية
- عضو هيئة كبار العلماء في المملكة العربية السعودية.
- عضو في المجلس الأعلى للاعلام.
- عضو سابق في مؤسسة الملك فيصل الخيرية.
- عضو سابق في اللجنة التحضيرية للجنة العليا لسياسة التعليم في المملكة العربية السعودية.
- عضو في لجنة جائزة الدولة التقديرية للأدب بالمملكة.
- عضو في مجلس إدارة مكتبة الملك عبد العزيز العامة في الرياض.
- عضو في جمعية الأطفال المعوقين بالرياض.
- رئيس مجلس إدارة المركز الخيري للقرآن وعلومه في الرياض.
- عضو سابق في المجلس الأعلى للجامعات بالمملكة.
- عضو سابق في المجلس الأعلى للجامعة الإسلامية في المدينة المنورة
- عضو سابق في المجلس الأعلى في جامعة الملك سعود في الرياض.

وعدد من اللجان والمجالس الأخرى.

### عضوياته الدولية
- الأمين العام لرابطة العالم الإسلامي سابقًا.
- رئيس المجلس الإسلامي العالمي في لندن
- رئيس رابطة الجامعات الإسلامية.
- رئيس الندوة العالمية للشباب الإسلامي.
- رئيس مجلس الامناء للمركز الإسلامي في ادنبرة.
- رئيس لجنة الخطط والمناهج وهيئة التدريس في الجامعات الإسلامية في إسلام آباد.
- رئيس مجلس امناء الجامعات في النيجر «سابقا» وعضو في مجلسها «حاليا».
- رئيس المجلس العالمي لامتحانات المدارس العربية والإسلامية.
- رئيس صندوق دعم الجامعات الإسلامية.
- نائب الرئيس الأعلى للجامعة الإسلامية العالمية في إسلام آباد.
- عضو في المجلس الأعلى للشئون الإسلامية في القاهرة.
- عضو في المجلس الإسلامي العالمي للدعوة والإغاثة.
- عضو المجلس التنفيذي لمؤتمر العالم الإسلامي.
- عضو في مجلس امناء مركز اكسفورد للدراسات الإسلامية.
- عضو مؤسس في الهيئة الخيرية الإسلامية العالمية في الكويت.
- عضو في مجلس الامناء للكلية الإسلامية الاميركية في شيكاغو.
- عضو في مجلس الامناء لمعهد تاريخ العلوم العربية والإسلامية في فرانكفورت ورئيس سابق لها.
- عضو مؤسس في مجلس جمعية البحوث الإسلامية في بون.
- عضو في مركز دراسات الشرق الأوسط بالجامعة الإسلامية الحكومية في اندونيسيا.
- عضو شرف في رابطة العالم الإسلامي العالمية.

إضافة إلى عضويته في عدد من المجالس واللجان التي لها علاقة بالتعليم الإسلامي أو الدعوة الإسلامية.

## إسهاماته الإعلامية
من إسهاماته الإعلامية، كانت له أحاديث إذاعية متتابعة في إذاعة المملكة العربية السعودية في مختلِف الموضوعات الفكرية والثقافية والاجتماعية والتوجيهية، كما كانت له إسهامات تلفازية متعددة، من مقابلات شخصية وندَوات مشتركة، وله مشاركات صحفية ترجمتها تحقيقات ومقابلات، في الصحف اليومية والمجلات الأسبوعية والشهرية.

## تأسيسه للجامعات
للدكتور عبد الله بن عبد المحسن التركي إسهام كبير في تأسيس الجامعات الإسلامية ودراسة خططها ومناهجها كالجامعة الإسلامية في النيجر والجامعة الإسلامية العالمية في إسلام اباد وقبلهما جامعة الإمام محمد بن سعود الإسلامية التي أشرف على تأسيسها وتطويرها.. وغيرها من الجامعات التي تقوم في الأساس على خدمة الإسلام وعلومه. ومن خلاله دعم هذه العلوم وطباعة الكتب والبحوث التي تخدمها وتوزيعها وبخاصة ما يتعلق بعلوم العقيدة والحديث والتفسير والفقه والأصول والتاريخ.
وللدكتور عبد الله بن عبد المحسن التركي ـ وخلال أربعين عامًا ـ إسهامات كثيرة في مجال التربية والتعليم في البلاد العربية والإسلامية والعالمية وداخل المملكة العربية السعودية، حيث كان عضواً في مؤتمرات واجتماعات اتحاد الجامعات العربية حينما كان مديراً لجامعة الإمام محمد بن سعود الإسلامية وشارك في أعماله التأسيسية والتطويرية، وكذلك بالنسبة لرابطة الجامعات الإسلامية ومؤتمراتها ومجلسها التنفيذي، حيث شارك في مختلف اللجان والهيئات التعليمية إلى جانب اسهاماته في تأسيس عدد من الجامعات والمدارس الإسلامية والعربية في العالم وله جهده مع اقسام الدراسات العربية والإسلامية ومراكزها في أوربا وأميركا، ومراكز البحث المتخصص في هذا المجال، كما قوم العديد من خطط الدراسة ومناهجها وبخاصة الدراسات الإسلامية في مختلف الجامعات الإسلامية، وقوم العديد من البحوث والدراسات والكتب العلمية، واشترك في تأسيس عدد من الموسوعات العلمية الحضارية وتنظيمها.
كما أن الدكتور عبد الله بن عبد المحسن التركي وبحكم عمله واهتماماته كانت له جولات واتصالات، اتسع مداها واتصالات، اتسع مداها لتشمل أكثر مناطق العالم، فكانت له مشاركات في المؤتمرات الدورية التي تعقدها الجمعيات والمنظمات والمؤسسات الإسلامية في أوروبا وأمريكا وآسيا وإفريقيا وأستراليا.
كان لهذا الجهد ولتلك الاتصالات ثمرات طيبة تمثلت في عقد صلات مع صفوة من العالم الإسلامي من علماء ومفكرين ودعاة ومسئولين في مختلف المواقع، ومع الشباب المسلم المستعد للتعاون في سبيل حياة أفضل لامته الإسلامية، ومع عدد من المؤسسات والشخصيات العالمية المتفهمة لحضارة الإسلام، والمقدرة لمكانة المسلمين.

## مؤلفاته وآثاره
للدكتور عبد الله بن عبد المحسن التركي، إنتاج علمي غزير سواء في مجال التأليف أو التحقيق حيث تجاوز عدد مؤلفاته 12 مؤلفًا وعدد الكتب المحققة أكثر من 20 كتابًا إضافة إلى كتب ورسائل ومحاضرات وأبحاث نُشرت في مناسبات عدة.

### المؤلفات
1. أصول مذهب الإمام أحمد بن حنبل (رسالة دكتوراه)
2. أسباب اختلاف الفقهاء (رسالة ماجستير)
3. منهاج الإسلام في بناء الأسرة
4. منهاج الملك عبد العزيز
5. مجمل اعتقاد أئمَّة السلف
6. منهج التعامل مع السيرة
7. الإمام محمد بن سعود «دولة الدعوة والدعاة»
8. الامة الوسط والمنهاج النبوي في الدعوة إلى الله
9. مسؤولية الدولة الإسلامية عن الدعوة إلى الله، المملكة العربية السعودية وخدمتها للإسلام والمسلمين في الغرب
10. الإسلام وحقوق الإنسان
11. تأملات في دعوة الشيخ محمد بن عبد الوهاب.

### التحقيقات
أشرف الشيخ على تحقيق عدد كبير من الكتب، تولى تحقيقها الباحثون في مكتب تحقيق التراث بمؤسسة الرسالة بإشراف الشيخ شعيب الأرنؤوط في دمشق وعمَّان، وفي مكتب دار هَجَر بالقاهرة، من هذه الكتب:
1. مناقب الإمام أحمد بن حنبل، لابن الجوزي
2. حلية الفقهاء، لأحمد بن فارس الرازي
3. المقنع والشرح الكبير والإنصاف
4. الواضح في أصول الفقه، لابن عقيل
5. المدخل إلى مذهب الإمام أحمد بن حنبل، لابن بدران
6. المغني، لابن قدامة المقدسي
7. شرح مختصر الروضة، للطوفي
8. شرح العقيدة الطحاوية، لابن أبي العز بالاشتراك مع الشيخ شعيب الأرنؤوط
9. محنة الإمام أحمد، لعبد الغني المقدسي
10. الجوهر المحصَّل في مناقب الإمام أحمد بن حنبل، لمحمد بن أبي بكر السعدي
11. الرحلة الملكية، ليوسف ياسين
12. الإرشاد إلى سبيل الرشاد، لأبي موسى الهاشمي
13. الكافي، لابن قدامة المقدسي
14. الإقناع لطالب الانتفاع، للحجاوي
15. مُنتهى الإرادات، للفتوحي
16. البداية والنهاية، لابن كثير
17. تفسير الطبري
18. الدر المنثور، للسيوطي
19. الجامع لأحكام القرآن الكريم، للقرطبي
20. مسند الإمام أحمد
21. المحرَّر في الحديث، لابن عبد الهادي
22. المحرَّر في الفقه، للمجد بن تيمية
23. الفروع، لابن مفلح
24. موسوعة شروح الموطأ
25. هداية الراغب لشرح عمدة الطالب، لابن قائد النجدي
26. شرح منتهى الإرادات، للبهوتي

## أبرز المناصب
| سبقه عبد العزيز بن محمد بن إبراهيم آل الشيخ | مدير جامعة الإمام محمد بن سعود الإسلامية 1396 هـ - 1414 هـ                | تبعه الدكتور محمد بن عبد الله العجلان    |
| سبقه غير معــروف                            | وزير الشؤون الإسلامية والأوقاف والدعوة والإرشاد السعودي 1414 هـ - 1420 هـ | تبعه صالح بن عبد العزيز بن محمد آل الشيخ |
| سبقه الدكتور عبد الله بن صالح العبيد        | الأمين العام لرابطة العالم الإسلامي 1421 هـ - حتى عام 1437هـ              | تبعه محمد عبد الكريم العيسى              |